# 陈子荷
陈子荷（1968年2月29日—），中国女子乒乓球运动员，曾代表中国参加1992年夏季奥林匹克运动会，并與高軍搭檔获得女子双打的银牌。
陈子荷右手直拍，擅长双打。